# Free ball

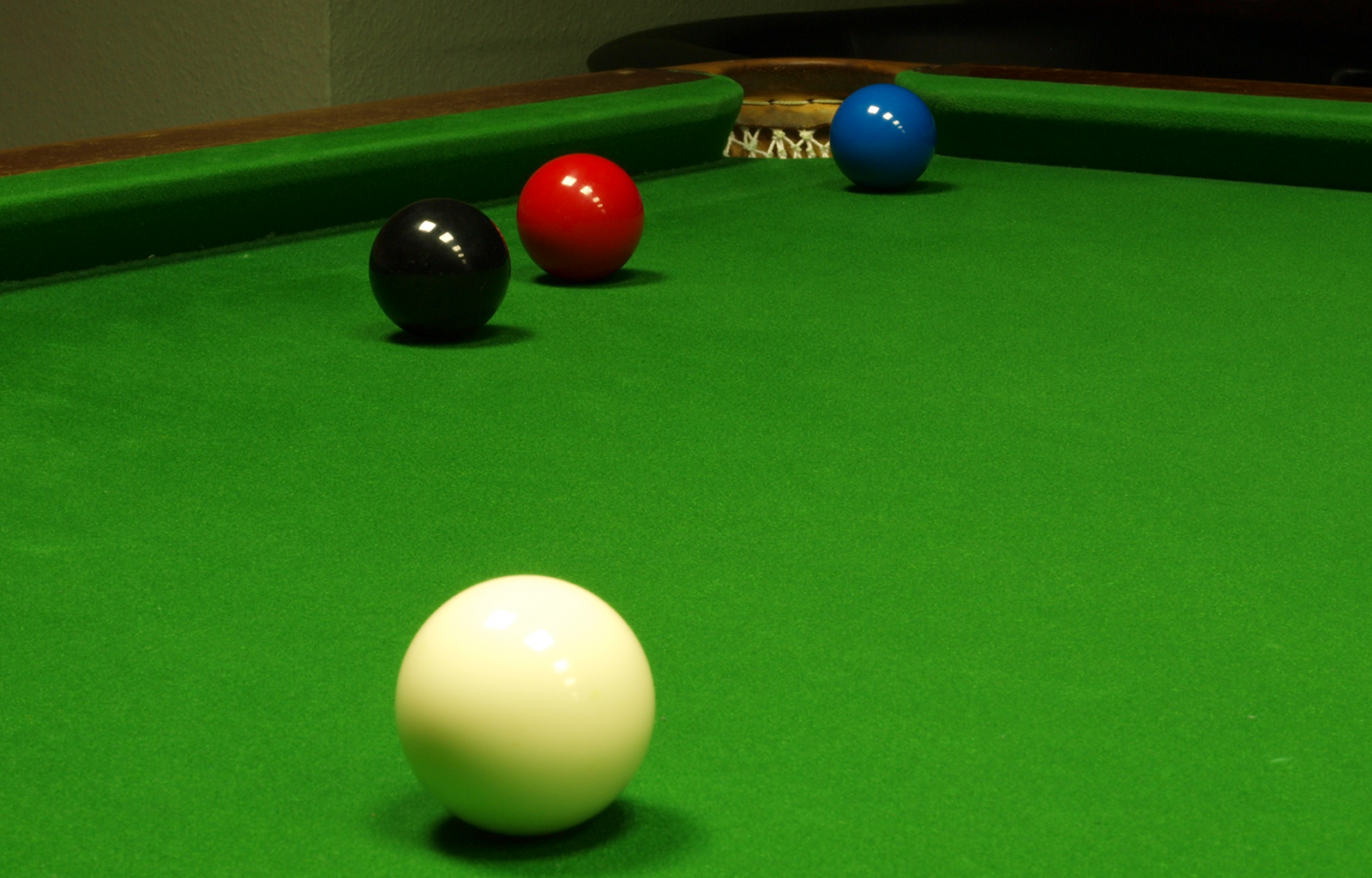
Sytuacja wolnej bili

Free ball (ang. wolna bila) − w snookerze sytuacja, gdy po faulu pierwszego zawodnika (np. niezaliczeniu nominowanej bili) bila biała ustawia się względem bili rozgrywanej w pozycji snooker, czyli nie jest możliwa do zagrania skrajnie z obu stron. W takiej sytuacji sędzia ogłasza wolną bilę, a drugi zawodnik może w zamian za bilę, którą powinien zagrywać, zanominować inną bilę. Bila ta nazywana jest wolną bilą i przybiera wartość punktową bili, która powinna być zagrywana w sytuacji, gdyby nie została ogłoszona wolna bila. Ewentualne wykorzystanie wolnej bili do ustawienia za nią bili białej w pozycji snooker na kolejną zagrywaną bilę przez zawodnika, jest niedozwolone regulaminem; w tej sytuacji sędzia ogłasza faul.